# Marionet Dances in the Moonlight

Marionet Dances in the Moonlight (マリオネットは月夜に踊る) es una película japonesa, del 26 de octubre de 2007, producida por Zen Pictures. Es una película del género tokusatsu, de acción y aventuras, con artes marciales, dirigido por Eiji Kamikura.
El idioma es en japonés, pero también está disponible con subtítulos en inglés, en DVD o descargable por internet.

## Argumento
Shugetsu Gauke es un Instituto de secundaria que está teniendo largas ausencias de estudiantes a causa de la anemia, por circunstancias inciertas. Un estudiante, Hikari Kusakabe, sospecha sobre una razón por la cual sus compañeras se ausentan una detrás de otra.
Mientras, el consejo de estudiantes, juzga el comportamiento de Kaede Kisaragi, una misteriosa chica que ha sido trasladada de otro instituto por ser problemática. Esto la decepcionará y la violentará.